# 229-я истребительная авиационная дивизия
229-я истреби́тельная авиацио́нная Таманская Краснознамённая диви́зия (229 иад) — соединение Военно-Воздушных сил (ВВС) РККА Вооружённых Сил Союза ССР, принимавшее участие в боевых действиях Великой Отечественной войны.

## История наименований
- 229-я истребительная авиационная дивизия;
- 229-я истребительная авиационная Таманская дивизия;
- 229-я истребительная авиационная Таманская Краснознамённая дивизия;
- Войсковая часть (Полевая почта) 26221.

## Создание дивизии
229-я истребительная авиационная дивизия начала формирование 22 мая и окончательно сформирована 25 мая 1942 года согласно Приказу НКО СССР в станице Славяносербская Ворошиловградской области.

## Переименование дивизии
229-я истребительная авиационная дивизия в связи реорганизацией Вооружённых Сил была расформирована в соответствии с Законом Верховного Совета СССР «О новом значительном сокращении ВС СССР» от 15.01.1960 г. Все регалии и почётные наименования 28 мая 1961 года переданы во вновь формируемую 60-ю ракетную дивизию.

## В действующей армии
В составе действующей армии:
- с 25 мая 1942 года по 9 мая 1945 года, всего — 1081 день.

Начало боевой деятельности дивизия было положено 24 мая 1942 года. С аэродрома в районе хутора Смелый Ворошиловградской области группа 8-го иап из 15 самолётов Як-1 штурмовыми действиями уничтожала мотопехотные войска и переправы противника у станиц Цимлянская, Константиновская, Маринская, танковые колонны противника в районе сел Пролетарское, Дубовское.

## Командиры дивизии
| Звание                           | Ф. И. О.                        | Период                  |
| -------------------------------- | ------------------------------- | ----------------------- |
| Полковник                        | Степанович Прокопий Григорьевич | 25.05.1942 — 30.12.1943 |
| Полковник, Генерал-майор авиации | Волков Михаил Николаевич        | 31.12.1944 — 15.04.1949 |

### Заместители Командира дивизии
| Звание    | Ф. И. О.                 | Период                  |
| --------- | ------------------------ | ----------------------- |
| Полковник | Волков Михаил Николаевич | 08.1942 — 10.10.1942    |
| Полковник | Волков Михаил Николаевич | 10.04.1943 — 01.06.1943 |

## В составе объединений
| Дата          | Фронт (округ)             | Армия                | Корпус                |
| ------------- | ------------------------- | -------------------- | --------------------- |
| 25.05.1942 г. | Южный фронт               | 4-я воздушная армия  |                       |
| 28.07.1942 г. | Северо-Кавказский фронт   | 4-я воздушная армия  |                       |
| 10.08.1942 г. | Закавказский фронт        | 4-я воздушная армия  | Северная группа войск |
| 24.01.1943 г. | Северо-Кавказский фронт   | 4-я воздушная армия  | -                     |
| 22.04.1944 г. | 4-й Украинский фронт      | 8-я воздушная армия  | -                     |
| 30.05.1944 г. | 2-й Белорусский фронт     | 4-я воздушная армия  | -                     |
| 09.05.1945 г. | 2-й Белорусский фронт     | 4-я воздушная армия  | -                     |
| 10.06.1945 г. | Северная группа войск     | 4-я воздушная армия  | -                     |
| 10.01.1949 г. | Северная группа войск     | 37-я воздушная армия | -                     |
| 01.10.1952 г. | Белорусский военный округ | 26-я воздушная армия | -                     |
| 01.04.1961 г. | Белорусский военный округ | 26-я воздушная армия | расформирована        |

## Части и отдельные подразделения дивизии
| Период                  | Наименование                                      | Примечание                                           |
| ----------------------- | ------------------------------------------------- | ---------------------------------------------------- |
| 22.05.1942 — 02.08.1942 | 8-й истребительный авиационный полк               | Передан в состав 217-й иад.                          |
| 22.05.1942 — 18.03.1943 | 494-й истребительный авиационный полк             | Убыл в 25-й запасной истребительный авиационный полк |
| 25.05.1942 — 22.07.1942 | 298-й истребительный авиационный полк             | Убыл в 6-й оутап                                     |
| 22.06.1942 — 22.07.1942 | 484-й истребительный авиационный полк             | Передан в состав 216-й иад                           |
| 16.07.1942 — 04.08.1943 | 270-й истребительный авиационный полк             | Убыл в 25-й запасной истребительный авиационный полк |
| 21.08.1942 — 08.03.1943 | 484-й истребительный авиационный полк             | Убыл в 13-й запасной истребительный авиационный полк |
| 22.08.1942 — 18.10.1942 | 298-й истребительный авиационный полк             | Убыл в 25-й запасной истребительный авиационный полк |
| 17.09.1942 — 01.01.1943 | 16-й гвардейский истребительный авиационный полк  | Убыл в 25-й запасной истребительный авиационный полк |
| 11.03.1943 — 23.04.1943 | 84-й «А» истребительный авиационный полк          | Убыл в 6-й оутап                                     |
| 12.03.1943 — 14.04.1944 | 249-й истребительный авиационный полк             | переименован в 163-й гв. иап                         |
| 14.04.1944 — 01.05.1961 | 163-й гвардейский истребительный авиационный полк |                                                      |
| 02.04.1943 — 15.12.1943 | 926-й истребительный авиационный полк             | убыл в состав ВВС СКВО                               |
| 07.04.1943 — 12.05.1944 | 790-й истребительный авиационный полк             | убыл в состав ВВС ХВО                                |
| 25.05.1943 — 14.04.1944 | 88-й истребительный авиационный полк              | преобразован в 159-й гв. иап                         |
| 14.04.1944 — 18.02.1952 | 159-й гвардейский истребительный авиационный полк | Передан в состав 239-й иад                           |
| 18.07.1943 — 16.09.1943 | 863-й истребительный авиационный полк             | Передан в состав 230-й шад.                          |
| 19.07.1943 — 18.09.1943 | 805-й истребительный авиационный полк             | Передан в состав 214-й шад.                          |
| 01.08.1944 — 15.05.1944 | 42-й гвардейский истребительный авиационный полк  | Передан в состав ВВС МВО                             |
| 01.08.1944 — 25.08.1944 | 821-й истребительный авиационный полк             | Передан в состав 236-й иад.                          |
| 20.05.1944 — 01.04.1960 | 979-й истребительный авиационный полк             | Передан в состав 95-й иад.                           |
| 05.01.1946 — 01.03.1947 | 156-й истребительный авиационный полк             | расформирован                                        |
| 18.02.1952 — 31.05.1961 | 133-й истребительный авиационный полк             | расформирован                                        |

| Ла-7 | Ла-5 | ЛаГГ-3 |

### Боевой состав на 9 мая 1945 года
| Наименование                                      | Примечание |
| ------------------------------------------------- | ---------- |
| 159-й гвардейский истребительный авиационный полк |            |
| 163-й гвардейский истребительный авиационный полк |            |
| 979-й истребительный авиационный полк             |            |

### Боевой состав на 1946 год
| Наименование                                      | Примечание |
| ------------------------------------------------- | ---------- |
| 159-й гвардейский истребительный авиационный полк |            |
| 163-й гвардейский истребительный авиационный полк |            |
| 979-й истребительный авиационный полк             |            |
| 156-й истребительный авиационный полк             |            |

### Боевой состав на 1950 год
| Наименование                                      | Примечание                                                       |
| ------------------------------------------------- | ---------------------------------------------------------------- |
| 159-й гвардейский истребительный авиационный полк | Ла-7, 18.02.1952 г. убыл на замену 133-го иап 239-й иад          |
| 163-й гвардейский истребительный авиационный полк | Ла-7                                                             |
| 979-й истребительный авиационный полк             | Ла-7                                                             |
| 156-й истребительный авиационный полк             | Ла-7                                                             |
| 133-й истребительный авиационный полк             | 18.02.1952 г. прибыл на замену 159-му гв. иап из 239-й иад       |
| 968-й истребительный авиационный полк             | 24.12.1952 г. прибыл из 175-й иад, 01.01.1953 г. убыл в 95-й иад |

### Боевой состав на 1960 год
| МиГ-17 | МиГ-15 | МиГ-17 |

| Наименование                                      | Примечание |
| ------------------------------------------------- | ---------- |
| 163-й гвардейский истребительный авиационный полк | МиГ-17     |
| 979-й истребительный авиационный полк             | МиГ-19     |
| 133-й истребительный авиационный полк             | МиГ-17     |

## Участие в операциях и битвах
- Харьковская операция — с 22 мая 1942 года по 29 мая 1942 года.
- Воронежско-Ворошиловградская операция[3] — с 28 июня 1942 года по 24 июля 1942 года.
- Донбасская операция — с 7 июля 1942 года по 24 июля 1942 года.
- Северо-Кавказская операция — с 25 июля 1942 года по 4 февраля 1943 года.
- Армавиро-Майкопская операция — с 6 августа 1942 года по 17 августа 1942 года.
- Нальчикско-Орджоникидзевская операция — с 25 октября 1942 года по 12 ноября 1942 года.
- Ростовская операция — с 1 января 1943 года по 18 февраля 1943 года.
- Краснодарская операция[3] — с 9 февраля 1943 года по 16 марта 1943 года.
- Воздушные сражения на Кубани — с апреля 1943 года по июль 1943 года
- Новороссийская операция[3] — с 10 сентября 1943 года по 16 сентября 1943 года.
- Таманская наступательная операция[3] — с 10 сентября 1943 года по 9 октября 1943 года.
- Керченско-Этильгентская операция — с 31 октября 1943 года по 11 декабря 1943 года.
- Крымская наступательная операция[3] — с 8 апреля 1944 года по 12 мая 1944 года
- Белорусская операция[3] — с 23 июня 1944 года по 29 августа 1944 года.
- Могилёвская операция[3] — с 23 июня 1944 года по 28 июня 1944 года.
- Минская операция[3] — с 29 июня 1944 года по 4 июля 1944 года
- Белостокская операция[3] — с 5 июля 1944 года по 27 июля 1944 года.
- Осовецкая наступательная операция[3] — с 6 августа 1944 года по 14 августа 1944 года.
- Восточно-Прусская операция[3] — с 13 января 1945 года по 25 апреля 1945 года.
- Млавско-Эльбингская операция — с 14 января 1945 года по 26 января 1945 года

## Присвоение гвардейских званий
- 88-й истребительный авиационный полк 14 апреля 1944 года за образцовое выполнение боевых задач и проявленные при этом мужество и героизм Приказом НКО СССР[5] преобразован в 159-й гвардейский истребительный авиационный полк.
- 249-й истребительный авиационный полк 14 апреля 1944 года за образцовое выполнение боевых задач и проявленные при этом мужество и героизм Приказом НКО СССР[4] преобразован в 163-й гвардейский истребительный авиационный полк.

## Почётные наименования
- 229-й истребительной авиационной дивизии за освобождение Таманского полуострова присвоено почётное наименование «Таманская»[6]
- 88-му истребительному авиационному полку 16 сентября 1943 года за образцовое выполнение заданий командования в боях с немецкими захватчиками по освобождению города Новороссийск и проявленные при этом мужество и доблесть Приказом ВГК[7] присвоено почётное наименование «Новороссийский».
- 163-му гвардейскому авиационному полку 24 апреля 1944 года за отличие в боях с немецкими захватчиками за освобождение города Феодосия приказом ВГК[8] присвоено почётное наименование «Феодосийский».
- 979-му Краснознамённому истребительному авиационному полку 5 июля 1944 года за отличие в боях за овладение городом Волковыск приказом ВГК[9] присвоено почётное наименование «Волковысский».

## Награды
- 229-я Таманская истребительная авиационная дивизия за образцовые боевые действия по освобождению города Белосток Указом Президиума Верховного Совета СССР от 9 августа награждена орденом «Боевого Красного Знамени».
- 159-й гвардейский Новороссийский истребительный авиационный полк 10 июля 1944 года за образцовое выполнение заданий командования в боях при форсировании рек Проня и Днепр, прорыв сильно укреплённой обороны немцев, а также за овладение городами Могилев, Шклов и Быхов и проявленные при этом доблесть и мужество Указом Президиума Верховного Совета СССР[10] награждён орденом Красного Знамени.
- 159-й гвардейский Новороссийский Краснознамённый истребительный авиационный полк 5 апреля 1945 года за образцовое выполнение боевых заданий командования в боях с немецкими захватчиками при овладении городами Остероде, Дойтш-Айлау и проявленные при этом доблесть и мужество Указом Президиума Верховного Совета СССР[11] награждён орденом Суворова III степени.
- 163-й гвардейский Феодосийский истребительный авиационный полк 24 мая 1944 года за образцовое выполнение заданий командования в боях за освобождение города Севастополь и проявленные при этом геройство, доблесть и мужество Указом Президиума Верховного Совета СССР[12] награждён орденом Красного Знамени.
- 163-й гвардейский Феодосийский Краснознамённый истребительный авиационный полк 10 июля 1944 года за образцовое выполнение заданий командования в боях при форсировании рек Проня и Днепр, прорыв сильно укреплённой обороны немцев, а также за овладение городами Могилев, Шклов и Быхов и проявленные при этом доблесть и мужество Указом Президиума Верховного Совета СССР[10] награждён орденом Суворова III степени.
- 979-й Волковысский Краснознамённый истребительный авиационный полк за образцовое выполнение боевых заданий командования в боях с немецкими захватчиками при овладении городами Штеттин, Гартц, Пенкув, Козелов, Шведт и проявленные при этом доблесть и мужество Указом Президиума Верховного Совета СССР от 4 июня 1945 года награждён орденом «Суворова III степени».

## Благодарности Верховного Главнокомандования
Верховным Главнокомандующим дивизии объявлены благодарности:
- За отличие в боях при овладении штурмом крепостью и важнейшей военно-морской базой на Чёрном море городом Севастополь[13].
- За отличие в боях при овладении штурмом овладели крупным областным центром Белоруссии городом Могилёв — оперативно важным узлом обороны немцев на минском направлении, а также овладении с боями городов Шклов и Быхов[14].
- За отличие в боях при овладении городом и крупным железнодорожным узлом Волковыск — важным опорным пунктом обороны немцев, прикрывающим пути на Белосток[15].
- За отличие в боях при овладении городом и крупным промышленным центром Белосток — важным железнодорожным узлом и мощным укрепленным районом обороны немцев, прикрывающим пути к Варшаве[16].
- За овладение штурмом городом и крепостью Осовец — мощным укрепленным районом обороны немцев на [c.212] реке Бобр, прикрывающим подступы к границам Восточной Пруссия[17].
- За отличие в боях при овладении городом и крепостью Ломжа — важным опорным пунктом обороны немцев на реке Нарев[18].
- За отличие в боях при овладении городом Пшасныш (Прасныш), городом и крепостью Модлин (Новогеоргиевск) — важными узлами коммуникаций и опорными пунктами обороны немцев, а также при занятии с боями более 1000 других населенных пунктов[19].
- За отличие в боях при овладении городами Млава и Дзялдов (Зольдау) — важными узлами коммуникаций и опорными пунктами обороны немцев на подступах к южной границе Восточной Пруссии и городом Плоньск — крупным узлом коммуникаций и опорным пунктом обороны немцев на правом берегу Вислы[20].
- За отличие в боях при овладении городом Алленштайн — важным узлом железных и шоссейных дорог я сильно укрепленным опорным пунктом немцев, прикрывающим с юга центральные районы Восточной Пруссии[21].
- За отличие в боях при овладении городом и крепостью Грудзёндз (Грауденц) — мощным узлом обороны немцев на нижнем течении реки Висла[22].
- За отличие в боях при овладении городами Гнев (Меве) и Старогард (Прейсиш Старгард) — важными опорными пунктами обороны немцев на подступах к Данцигу[23].
- За отличие в боях при овладении важными опорными пунктами обороны немцев на подступах к Данцигу и Гдыне — городами Тчев (Диршау), Вейхерово (Нойштадт) и выходе на побережье Данцигской бухты севернее Гдыни, занятии города Пуцк (Путциг)[24].
- За отличие в боях при овладении городом и крепостью Гданьск (Данциг) — важнейшим портом и первоклассной военно-морской базой немцев на Балтийском море[25].
- За отличие в боях при овладении главным городом Померании и крупным морским портом Штеттин, а также занятии городов Гартц, Пенкун, Казеков, Шведт[26].
- За отличие в боях при овладении городами Пренцлау и Ангермюнде — важными опорными пунктами обороны немцев в Западной Померании[27].
- За отличие в боях при овладении городами Эггезин, Торгелов, Пазевальк, Штрасбург, Темплин- важными опорными пунктами обороны немцев в Западной Померании[28].
- За отличие в боях при овладении городами Грайфсвальд, Трептов, Нойштрелитц, Фюрстенберг, Гранзее — важными узлами дорог в северо-западной части Померании и в Мекленбурге[29].
- За отличие в боях при овладении городами Штральзунд, Гриммен, Деммин, Мальхин, Варен, Везенберг — важными узлами дорог и сильными опорными пунктами обороны немцев[30].
- За отличие в боях при овладении городами Барт, Бад-Доберан, Нойбуков, Барин, Виттенберге и соединении 3 мая с союзными английскими войсками на линии Висмар, Виттенберге[31].
- За отличие в боях при овладении портом и военно-морской базой Свинемюнде — крупным портом и военно-морской базой немцев на Балтийском море[32].
- За отличие в боях при форсировании пролива Штральзундерфарвассер и овладении островом Рюген[33].

## Отличившиеся воины дивизии
За образцовое выполнение боевых задач в боях с немецко-фашистскими захватчиками 29 лётчиков дивизии удостоены звания Героя Советского Союза.
- Андреев Александр Петрович, лейтенант, лётчик 163-го гвардейского истребительного авиационного полка 229-й истребительной авиационной дивизии 4-й воздушной армии, Указом Президента Российской Федерации № 477 от 8 мая 1995 года удостоен звания Герой России. Золотая Звезда № 151.
- Бабайлов Павел Константинович, капитан, командир эскадрильи 163-го гвардейского истребительного авиационного полка 229-й истребительной авиационной дивизии 4-й воздушной армии 23 февраля 1945 года удостоен звания Герой Советского Союза. Посмертно.
- Батырев Пётр Михайлович, капитан, помощник по Воздушно-Стрелковой Службе командира 163-го гвардейского истребительного авиационного полка 229-й истребительной авиационной дивизии 4-й воздушной армии 23 февраля 1945 года удостоен звания Герой Советского Союза. Посмертно.
- Вишневецкий Константин Григорьевич, командир эскадрильи 298-го истребительного авиационного полка 229-й истребительной авиационной дивизии 4-й воздушной армии, Указом Верховного Совета СССР 24 августа 1943 года удостоен звания Герой Советского Союза. Золотая звезда № 1134
- Дрыгин Василий Михайлович, старший лётчик 298-го истребительного авиационного полка 229-й истребительной авиационной дивизии 4-й воздушной армии Северо-Кавказского фронта, капитан, Указом Верховного Совета СССР 24 мая 1943 года удостоен звания Герой Советского Союза. Золотая звезда № 997
- Истрашкин Владимир Иванович, майор, помощник по воздушно-стрелковой службе командира 979-го истребительного авиационного полка 229-й истребительной авиационной дивизии 4-й воздушной армии 26 октября 1944 года удостоен звания Герой Советского Союза. Золотая Звезда № 4843.
- Крючков Василий Егорович, капитан, командир эскадрильи 163-го гвардейского истребительного авиационного полка 229-й истребительной авиационной дивизии 4-й воздушной армии 15 мая 1946 года удостоен звания Герой Советского Союза. Золотая Звезда № 9008.
- Кулагин Андрей Михайлович, старший лейтенант, заместитель командира эскадрильи 249-го истребительного авиационного полка 229-й истребительной авиационной дивизии 4-й воздушной армии 1 июля 1944 года удостоен звания Герой Советского Союза. Золотая Звезда № 3857.
- Карданов Кубати Локманович, капитан, заместитель командира эскадрильи 88-го истребительного авиационного полка 229-й истребительной авиационной дивизии 4-й воздушной армии Указом Президиума Верховного Совета СССР 24 августа 1943 года удостоен звания Герой Советского Союза. Золотая Звезда № 1147.
- Князев Василий Александрович, старший лейтенант, командир эскадрильи 88-го истребительного авиационного полка 229-й истребительной авиационной дивизии 4-й воздушной армии Указом Президиума Верховного Совета СССР от 24 августа 1943 года удостоен звания Герой Советского Союза. Золотая Звезда № 1146.
- Лукин Афанасий Петрович, капитан, командир эскадрильи 159-го гвардейского истребительного авиационного полка 229-й истребительной авиационной дивизии 4-й воздушной армии Указом Президиума Верховного Совета СССР 26 октября 1944 года удостоен звания Герой Советского Союза. Золотая Звезда № 4484.
- Локтионов Андрей Фёдорович, капитан, командир эскадрильи 249-го истребительного авиационного полка 44-й истребительной авиационной дивизии Военно-Воздушных Сил 6-й армии Южного фронта 20 ноября 1941 года удостоен звания Герой Советского Союза. Золотая Звезда № 688.
- Михайлов Владимир Александрович, старший лейтенант, командир звена 163-го гвардейского истребительного авиационного полка 229-й истребительной авиационной дивизии 4-й воздушной армии 15 мая 1946 года удостоен звания Герой Советского Союза. Посмертно.
- Онопченко Николай Маркович, старший лейтенант, командир эскадрильи 163-го гвардейского истребительного авиационного полка 229-й истребительной авиационной дивизии 4-й воздушной армии 15 мая 1946 года удостоен звания Герой Советского Союза. Золотая Звезда № 9010.
- Постнов Алексей Алексеевич, старший лейтенант, командир эскадрильи 88-го истребительного авиационного полка 229-й истребительной авиационной дивизии 4-й воздушной армии Указом Президиума Верховного Совета СССР 24 августа 1943 года удостоен звания Герой Советского Союза. Золотая Звезда № 1153.
- Пылаев Евгений Алексеевич, капитан, помощник по воздушно-стрелковой службе командира 159-го гвардейского истребительного авиационного полка 229-й истребительной авиационной дивизии 4-й воздушной армии Указом Президиума Верховного Совета СССР 26 октября 1944 года удостоен звания Герой Советского Союза. Золотая Звезда № 4844.
- Рубцов Иван Фёдорович, полковник в отставке, бывший командир эскадрильи 979-го истребительного авиационного полка 229-й истребительной авиационной дивизии 4-й воздушной армии 11 сентября 1998 года удостоен звания Герой России. Медаль № 465.
- Собин Василий Васильевич, лейтенант, командир эскадрильи 88-го истребительного авиационного полка 229-й истребительной авиационной дивизии 4-й воздушной армии Указом Президиума Верховного Совета СССР 19 августа 1944 года удостоен звания Герой Советского Союза. Посмертно.
- Харламов Семён Ильич, старший лейтенант, командир эскадрильи 163-го гвардейского истребительного авиационного полка 229-й истребительной авиационной дивизии 4-й воздушной армии 23 февраля 1945 года удостоен звания Герой Советского Союза. Золотая Звезда № 5407.

## Базирование
| Период            | Аэродромы                 |
| ----------------- | ------------------------- |
| 04.1945 — 08.1945 | Пазевальк Германия        |
| 08.1945 — 05.1948 | Мальборк, Польша          |
| 05.1948 — 10.1952 | Бжег, Польша              |
| 10.1952 — 05.1961 | Кобрин, Брестская область |

## Статистика боевых действий
За период с 1 января 1944 года по 9 мая 1945 года дивизия выполнила 23096 боевых вылетов, из них 11997 — на прикрытие своих войск, проведено 804 воздушных боя и сбито 563 самолёта противника.